# Synevyr Nationalpark
Synevyr Nationalpark (ukrainsk: Національний парк «Синевир») er en af nationalparker i Ukraine, beliggende i Zakarpatska oblast, i den sydvestlige del af landet. Det blev etableret i 1974 og dækker et areal på 404 km². Parken har sit hovedkvarter i byen Khust. 
Parken har en varieret flora og fauna. Dens attraktioner omfatter Synevyr-søen der i 2004 blev udpeget som Ramsarområde og et refugium for brunbjørne.